# حاجي بيرلو
حاجي بيرلو هي قرية في مقاطعة أرومية، إيران. يقدر عدد سكانها بـ 171 نسمة بحسب إحصاء 2016.